# 林進德
林進德，民俗說書家，本名林懷玉，臺灣雲林縣斗六人。
林進德曾在台灣電視公司主講「嘉慶君遊台灣」民間傳奇等。并讲述三国演义、隋唐演义、聊斋志异、薛仁貴、包拯、杜月笙等内容。